# Digressio
Een digressio (ook: uitweiding, excursio) is een stijlfiguur waarbij, met name in romans, onnodige details worden beschreven om zo de spanning op te bouwen.
Voorbeeld: In de kamer was het donker. Alleen tussen de gordijnen, die wel van een zware stof moesten zijn, was een ijle streep licht te zien. Ergens klonk het langzame metalen getik van een klok. Op de tast voelde hij naast de deur of hij een schakelaar kon vinden. Die zat er.
In de achttiende eeuw maakten satiristen gebruik van afdwalingen. Die waren onderdeel van de satire zelf, zoals bij Jonathan Swift (A Tale of a Tub, 1704), Laurence Sterne (Tristram Shandy, 1759-1767) en Denis Diderot (Jacques le fataliste et son maître, 1778-1780).